# Christophe-Philippe Oberkampf
Pour les articles homonymes, voir Oberkampf.
Christophe-Philippe Oberkampf, né Christoph Philipp Oberkampf le 11 juin 1738 à Wiesenbach et mort le 4 octobre 1815 à Jouy-en-Josas, est un industriel français d’origine allemande.
Il est passé à la postérité pour avoir fondé la manufacture royale de toiles imprimées où était fabriquée la toile de Jouy.

## Biographie
Né à Wiesenbach, il est issu d'une lignée de teinturiers luthériens du Wurtemberg, 
Oberkampf est le fils de Philippe Jacob Oberkampf et de Ina Magdeleine Sehm. 
Il apprend le métier chez son père, établi à Aarau en Suisse comme fabricant de toiles imprimées, les indiennes, puis se rend à Bâle chez des producteurs de ce type de tissu appelés « indienneurs ».
En 1756, à 18 ans, le jeune Oberkampf acquiert son indépendance et entre comme graveur à la manufacture d'impression Koechlin et Dollfus à Mulhouse. En octobre 1758, il "monte" à Paris et s'engage comme graveur, puis comme coloriste, dans les ateliers d'indiennes du fabricant Cottin installés à l'Arsenal.
Lorsque cette industrie devient légale en France le 9 novembre 1759, il propose au Garde suisse du roi Louis XVI, Antoine Guernes, dit « Tavannes », de s'associer avec lui pour la création, à Jouy-en-Josas, d'une manufacture d'indiennes. Les premières toiles sont imprimées le 1er mai 1760 et connaissent un succès qui permet à Oberkampf d'agrandir, en 1764, sa fabrique sur un vaste terrain de 18 000 m2. L'effectif de la manufacture Oberkampf croît rapidement et atteint 900 ouvriers en 1774. Son seul associé, de 1762 à 1790, fut Joseph Alexandre Sarrasin de Maraise, dont la femme, Marie-Catherine-Renée, née Darcel, tenait la comptabilité de la manufacture.
En aout 1770, justifiant de dix ans de résidence en France, Oberkampf et son frère sont naturalisés français. 
À la même époque, les planches de bois sont remplacées par des plaques de cuivre, gravées également, mais souples pouvant être fixées sur des tambours cylindriques. Cette évolution technique importante, due à son neveu Samuel Widmer, l’inventeur de la machine à graver les cylindres métalliques, va permettre à l'entreprise d'augmenter considérablement sa production et d'entrer dans l'ère de la mécanisation.

### Manufacture royale

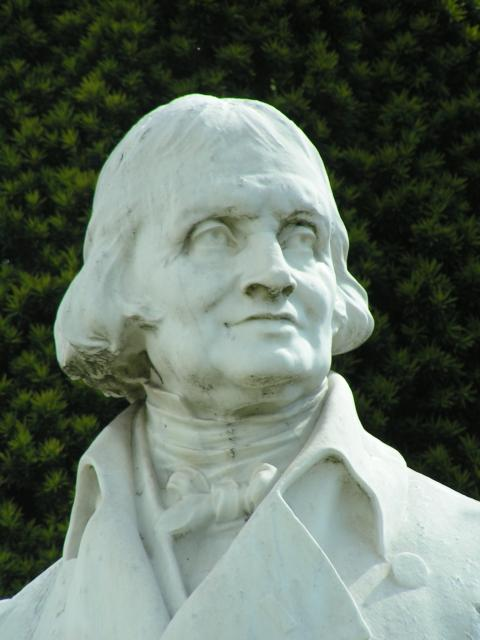
Buste d'Oberkampf dans le jardin de la mairie de Jouy-en-Josas.

En 1783, la fabrique reçoit du roi Louis XVI le titre de manufacture royale et en 1787, Oberkampf, anobli par lettre de mérite en 1787, reçoit du roi le titre d'écuyer ainsi que le droit de disposer d'armoiries et d'une devise Recte et vigilanter (droiture et vigilance). Sa manufacture produit à cette époque environ 30 000 pièces par an et mobilise 800 ouvriers.
La réforme des départements et des communes par la Révolution l'amène à être nommé, le 7 février 1790, maire de Jouy-en-Josas. 
Le 26 fructidor an III (12 septembre 1795), il se porte acquéreur de l'ancienne ferme royale de Bouviers à Guyancourt, afin de contrôler la qualité des eaux de la Bièvre dont la source se trouve sur les terres de cette ferme. Il ouvre aussi une succursale dans le bourg d'Essonnes, sur la rivière Essonne.
Durant la Révolution, la manufacture reste florissante et devient la deuxième entreprise du pays, après la manufacture de glaces de Saint-Gobain. En 1806, Oberkampf obtient la médaille d'or de première classe à l'exposition des produits de l'industrie au Louvre pour son rôle éminent dans la fabrication des toiles peintes. Le 20 juin 1806, à l'occasion d'une visite des ateliers, Napoléon lui décerne la légion d'honneur, en détachant sa propre croix d’officier en or et lui disant que « personne n’était plus digne de la porter:156. »
À partir de 1805 néanmoins, le commerce décline et l'effectif du personnel, qui avait atteint 1 600 ouvriers, doit être réduit. En 1816, 550 travailleurs sont salariés par l'entreprise Oberkampf.

### Déclin
En 1815, la baisse de la demande et la concurrence se font de nouveau sentir. L'effectif tombe à 435, avant que la manufacture ne ferme momentanément durant l'invasion des armées coalisées contre l'Empereur, qui la dévastent. Quand Oberkampf meurt en 1815, la manufacture est confiée à son neveu Samuel Widmer. À la mort de celui-ci, en 1821, un de ses fils, Émile Oberkampf, s'associe à Barbet de Jouy, puis lui cède totalement en 1822 les bâtiments. En dépit de nombreuses innovations techniques de la part du nouveau propriétaire, la manufacture, spécialisée dans le haut de gamme, ne peut résister à la concurrence et finit par faire faillite, pour fermer ses portes en 1843. 
Vendue aux enchères 250 000 francs seulement, l’usine a été démolie peu de temps après.

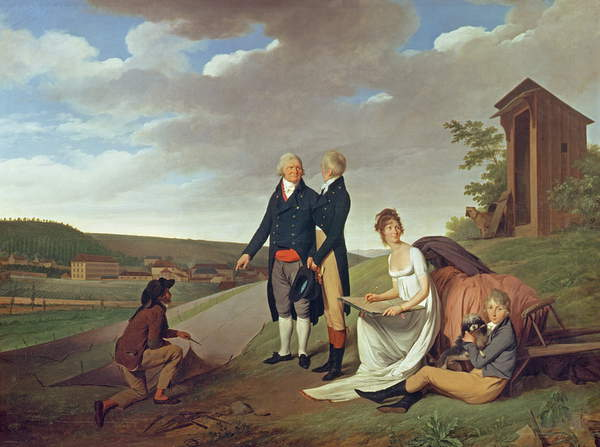
La famille Oberkampf, peinte par Louis-Léopold Boilly.

Christophe-Philippe Oberkampf est enterré dans le jardin de sa maison, devenue le conservatoire de musique de Jouy-en-Josas.

### Mariage et descendance
Oberkampf se maria deux fois :
1. à Paris le 6 juillet 1774 avec Marie Louise Pétineau (Paris, 2 juin 1751 - Jouy en Josas, 17 avril 1782), fille de Pierre François Pétineau, négociant protestant, et de Marie Anne Leguay.
2. à Paris le 17 avril 1782 avec Anne Michelle Elisabeth Massieu (Caen, 23 septembre 1756 - Paris, 9 décembre 1816), fille de Michel Jacques Massieu, armateur protestant, et de Judith Elisabeth Signard.

Dont :
- Anne Françoise Julie Oberkampf (Jouy, 3 juin 1775 - Jouy, 13 décembre 1777) ;
- Marie Julie Oberkampf (Jouy, 7 décembre 1777 - Essonnes, 10 octobre 1843), mariée à Jouy le 25 avril 1797 (6 floréal an V) avec Louis Feray (1772-1836), dont postérité, dont Ernest Feray ;
- Christophe Alphonse Oberkampf (Jouy, 19 décembre 1779 - Jouy, 29 janvier 1792)
- Augustin Oberkampf (Jouy, 20 février 1781 - Jouy, 21 février 1782) ;
- Émile Oberkampf, Baron Oberkampf (1820), manufacturier, député (Jouy, 1er novembre 1787 - Paris, 9 avril 1837), marié en 1813 avec Laurette Joly de Bammeville (1796-1876), dont postérité ;
- Émilie Oberkampf, pionnière de l'école maternelle en France (Jouy, 28 mars 1794 - Cauterets, 11 septembre 1856), mariée à Jouy le 29 août 1813 avec Louis Jules Mallet, banquier (1789-1866), dont postérité ;
- Laure Oberkampf (Jouy, 30 janvier 1797, 11 pluviose an V - Paris, 3 mars 1879), mariée à Paris le 18 avril 1818 avec Adolphe Jacques, dit James Mallet, banquier (1787-1868), dont postérité, dont Nathalie Mallet, mariée avec le peintre Pierre-Antoine Labouchère[10].

## Hommages
Une rue de Paris dans le 11e arrondissement ainsi que la station de métro qui la dessert a reçu son nom.

## Iconographie
Le musée de la toile de Jouy conserve plusieurs portraits peints d'Oberkampf, un par François Gérard daté de 1819, deux de Louis-Léopold Boilly.